# Hanna Jönsdotter
Hanna Jönsdotter, född 8 juni 1816 i Stävie, död 20 februari 1880, var en svensk så kallad klok gumma, verksam cirka 1847-1880. Hon var känd som Annelövskvingan eller Annelövskvinnan, efter den ort i Skåne där hon var verksam, eller som Rantan (den högväxta).

## Biografi
Hanna Jönsdotter var utomäktenskaplig dotter till pigan Karna Rasmusdotter. Hon gifte sig 1840 med Jöns Olsson från Annelöv; paret flyttade 1847 till makans hembygd. Efter makens död 1862 gifte hon året därpå om sig med Ola Larsson, som var född 1841 och en före detta patient till henne. Hanna fick tio barn, varav tre söner och två döttrar blev vuxna. Av dem emigrerade alla utom Nils till Amerika. 
Hanna Jönsdotter var verksam som naturläkare efter flytten till Annelöv 1847, och flyttade 1855 till gården Södra Möinge vid Billebergavägen för att bli mer tillgänglig för kunderna. Hon lät kunderna själv avgöra sitt pris, men blev med tiden välbärgad. Enligt sägnen fick hon sin förmåga efter att ha ätit ett bröd som en man gav henne, med löftet att hon skulle kunna bota sjukdomar om hon åt upp det. 
Det finns många historier om hennes arbete. Hon ska framgångsrikt ha botat alla former av sjukdomar, skador och tillstånd, allt från reumatism till sömngångare. Hon anlitades inte endast av människor utan behandlade även djur.     
Hanna Jönsdotter var enligt traditionen synsk, och använde sig ibland av trollramsor och magiska ritualer i sin behandling. Hon tyckte illa om att kallas vid sitt öknamn Rantan, och tog också illa upp om någon talade illa om henne. Hon troddes kunna höra om andra förtalade henne även om hon inte var närvarande, och ska då ha bestraffat personen med sjukdom genom magi. Hon anlitades för att avslöja tjuvar genom magi, och för att upphäva någon annans förtrollning.  
Hanna Jönsdotter blev vid ett tillfälle åtalad för kvacksalveri. Det var dock omöjligt att få henne till tinget, eftersom hästarna varje gång vägrade röra sig då de skulle föra henne dit. Det sades då att hon hade förtrollat dem. 
Hanna Jönsdotter avled i cancer och begravdes på Billeberga kyrkogård.